# Dieter Hofmann (Politiker)
Dieter Hofmann (* 29. März 1958 in Bad Saarow) ist ein ehemaliger deutscher Politiker (DFP). Er gehörte der letzten Volkskammer der DDR an.

## Leben und Beruf
Hofmann besuchte die Oberschule, sein Abitur legte er an einer Volkshochschule ab. Er absolvierte eine Lehre zum Flugzeugmechaniker. An der Humboldt-Universität Berlin studierte er Sprachen, er schloss als Diplom-Sprachmittler ab. Später folgte ein postgraduales Studium in Außenwirtschaft. Hofmann war als Mitarbeiter im Absatz sowie als freier Sprachmittler für Portugiesisch tätig.
Zur Zeit seiner Mitgliedschaft in der Volkskammer lebte Hofmann in Dresden, war verheiratet und Vater von zwei Kindern.

## Politik
Anfang 1990 trat Hofmann in die neugegründete Deutsche Forumpartei (DFP) ein. Für die Volkskammerwahl 1990 schloss sie sich dem Bund Freier Demokraten (BFD) an. Hofmann kandidierte im Wahlkreis Dresden auf Platz 3 der BFD-Liste, welcher zunächst nicht für den Einzug reichte. Durch den Mandatsverzicht von Jobst Bergner zog er schließlich doch in die Volkskammer ein. Die Fraktion Die Liberalen berief ihn ins Präsidium der Volkskammer. Zum 5. Juni 1990 legte er sein Mandat vorzeitig nieder, für ihn rückte Günter Hielscher nach.

## Ehrungen
- 1985: Humboldt-Preis für wissenschaftliche Arbeit